# Bourem-Inaly
Bourem-Inaly is een gemeente (commune) in de regio Timboektoe in Mali. De gemeente telt 11.600 inwoners (2009).
De gemeente bestaat uit de volgende plaatsen:
- Arnasseye
- Bélléssao–Djandjina
- Bélléssao–Zeina
- Berregoungou
- Bourem–Inaly
- Héwa
- Hondoubomo Abbaber
- Kel–Inacharia
- Milala